# Ludwik Ryll
Ludwik Aleksander Ryll (ur. 16 października 1842 w Brzezinach koło Warszawy, zm. 26 sierpnia 1862 w Warszawie) – członek Organizacji Miejskiej Warszawy, wykonawca zamachu na margrabiego Aleksandra Wielopolskiego 7 sierpnia 1862. Więzień X. Pawilonu Cytadeli Warszawskiej. Skazany wyrokiem Sądu Wojennego na karę śmierci. Stracony na stokach Cytadeli.
Był nieślubnym synem Wacława Gutakowskiego i Barbary, żony Filipa Rylla, robotnika w warszawskiej fabryce Evansa. 